# Tete Novoa
Servando José Novoa Balaguer (n. Pinto, España, 21 de junio de 1980) es un cantante de Rock y Heavy Metal español.
Es conocido por ser el actual vocalista del grupo de Heavy Metal español Saratoga. [cita requerida]

## Biografía
Servando Novoa nace en 1980 y vive en Pinto donde comienza a fraguar lo que serían sus comienzos como vocalista, formando en 1998 la banda Shaigon. Mientras fue alumno de Leo Jiménez cantante de Saratoga. Ocho duros años de gira por España peleando por conseguir su primer contrato discográfico hasta que por fin en 2006 la compañía discográfica Avispa Music decide apostar por esta joven banda. Con el contrato ya firmado y sobre la mesa, Tete Novoa recibe la llamada de Niko del Hierro para proponerle una prueba crucial en su carrera artística, con la que tiene la oportunidad de dar el salto para entrar a formar parte como vocalista en una de las mejores bandas de metal en español, Saratoga.
Comienza entonces un año 2007 repleto de conciertos y de buena aceptación por parte del público asistiendo a numerosos y reconocidos festivales como Viña Rock, Mediati festival, Leyendas del Rock… así como la grabación de varios programas televisivos y la oportunidad de estrenarse de forma internacional actuando con Saratoga en un repleto auditorio en Quito.
En noviembre de 2007, sale su primer CD-DVD llamado "VII", con Niko del Hierro como bajista y productor y dos reconocidos músicos como son Andy C. (Andrés Cobos) Batería y Pianos y Tony Hernando a la guitarra. Después de varios años en la carretera vuelven a entrar a estudio y publican el álbum Saratoga, "Secretos Y Revelaciones".
En el año 2010 sale un álbum en directo llamado Revelaciones de una noche, grabado el 6 de marzo de 2010 en la Sala Penélope de Madrid. Fue lanzado en junio de 2010 por el sello discográfico Avispa Music y salió en tres formatos: CD, DVD y CD-DVD.
En mayo de 2012 Saratoga presenta su último trabajo llamado "Némesis".
En mayo de 2013 estrena el sencillo con su nuevo estilo Pop/Rock "Volvamos a empezar" y en junio de 2014 "Sin saber nadar". Dos temas incluidos en su primer disco en solitario "TTN".
A finales del 2014, Tete recibe la llamada de Niko del Hierro para el regreso a la banda Saratoga nuevamente como el vocalista tras varios meses que la misma estuvo fuera de escenarios por el parón indefinido; en el cual queda conformada con los anteriores miembros de Saratoga:
- Tete Novoa (Voz)
- Niko del Hierro (Bajo-Coros)
- Jero Ramiro (Guitarra-Coros)
- El Estepario Siberiano (batería) (2014-2023), Arnau Marti - Batería (2023-presente)

- Datos: Q5410414